# 刺铁线莲
刺铁线莲（学名：Clematis delavayi var. spinescens）为毛茛科铁线莲属下的一个变种。

## 扩展阅读
- 維基物種上的相關：刺铁线莲